# برناسکونی ۷۸۴۸
سیارک ۷۸۴۸ (به انگلیسی: 7848 Bernasconi، نامگذاری:1996DF1) هفت هزار و هشتصد و چهل و هشتمین سیارک کشف شده‌است که در ۲۲ فوریه ۱۹۹۶ کشف شد.
قدر مطلق سیارک برابر ۱۳٫۵۰ است.